# Гребёнкин, Анатолий Викторович
Анатолий Викторович Гребёнкин (род. 5 июня 1948 года, Лысьва, Пермская область) — советский и российский учёный и государственный деятель, председатель Свердловского областного Совета народных депутатов в 1991—1993 годах.

## Биография
После окончания школы два года работал электромонтёром на Лысьвенском металлургическом заводе, затем поступил на инженерно-экономический факультет Уральского политехнического института. После окончания института остался в аспирантуре, преподавал в Свердловском институте народного хозяйства (СИНХ). В 1985 году перевёлся в Уральский государственный университет им. А.М. Горького (УрГУ) на должность доцента. Был одним из организаторов восстановления экономического факультета УрГУ (на базе прежнего экономического факультета в 1967 году был создан СИНХ) и в 1988 году стал его первым деканом.
В марте 1990 года был избран депутатом Свердловского облсовета. В конце 1991 года был избран на освободившуюся после ухода Эдуарда Росселя должность председателя совета. Возглавлял совет вплоть до его принудительного роспуска в начале ноября 1993 года. Был членом движения «Выбор России», затем членом и руководителем областной организации партии «Демократический выбор России», членом политсовета партии.
В апреле 1994 года был избран депутатом Свердловской областной думы по Верх-Исетскому четырёхмандатному избирательному округу № 2. В декабре 1995 года принимал участие в выборах Государственной Думы II созыва по Орджоникидзевскому одномандатном округу № 165, выборы проиграл (депутатом стала Г.Н. Карелова — бывший заместитель Гребёнкина в облсовете). В апреле 1996 года сохранил полномочия депутата облдумы ещё на два года, оставшись среди «неперевыбираемой половины» депутатов палаты.
В настоящее время — профессор Уральского федерального университета имени первого Президента России Б. Н. Ельцина и ведущий научный сотрудник Института экономики УрО РАН.